# San Mateo (Quetzaltenango)
San Mateo (en honor a su santo patrono Mateo Apóstol) es un municipio del departamento de Quetzaltenango, localizado a 10 km de la ciudad de Quetzaltenango y a 207 km de la Ciudad de Guatemala en la región sur-occidente de la República de Guatemala.
Cuenta con una aldea, cuatro cantones y nueva parajes.

## Toponimia
Muchos de los nombres de los municipios y poblados de Guatemala constan de dos partes: el nombre del santo católico que se venera el día en que fueron fundados y una descripción con raíz náhuatl; esto se debe a que las tropas que invadieron la región en la década de 1520 al mando de Pedro de Alvarado estaban compuestas por soldados españoles y por indígenas tlaxcaltecas y cholultecas.  En algunos casos, los poblados solamente conservan el nombre del santo, como en el caso de San Mateo, en donde se cuenta la leyenda de que los primeros pobladores fueron de la etnia quiché y llegaron al lugar porque encontraron una imagen de San Mateo Apóstol en un árbol.

## Geografía física
Tiene una extensión territorial de 20 [km²] convirtiéndolo en uno de los municipios más pequeños del departamento de Quetzaltenango. 

### Ubicación geográfica
San Mateo se encuentra en el norte del departamento de Quetzaltenango y a una distancia de 10 km de la cabecera departamental Quetzaltenango y a 210 km de la Ciudad de Guatemala. Sus colindancias son:
- Norte: San Miguel Sigüilá
- Sur: Quetzaltenango y Concepción Chiquirichapa[5]
- Este: La Esperanza y Quetzaltenango
- Oeste: San Juan Ostuncalco

|                            | Norte: San Miguel Sigüilá                    |                                   |
| Oeste: San Juan Ostuncalco |                                              | Este: La Esperanza Quetzaltenango |
|                            | Sur: Quetzaltenango Concepción Chiquirichapa |                                   |

## Gobierno municipal
Los municipios se encuentran regulados en diversas leyes de la República, que establecen su forma de organización, lo relativo a la conformación de sus órganos administrativos y los tributos destinados para los mismos.  Aunque se trata de entidades autónomas, se encuentran sujetos a la legislación nacional y las principales leyes que los rigen desde 1985 son:
| N.º | Ley                                                | Descripción |
| --- | -------------------------------------------------- | --- |
| 1   | Constitución Política de la República de Guatemala | Tiene una regulación legal específica para los municipios en los artículos 253 al 262. |
| 2   | Ley Electoral y de Partidos Políticos              | Ley de carácter constitucional aplicable a los municipios en el tema de la conformación de sus autoridades electas. |
| 3   | Código Municipal                                   | Decreto 12-2002 del Congreso de la República de Guatemala. Tiene la categoría de ley ordinaria y contiene preceptos generales aplicables a todos los municipios, e inclusive contiene legislación referente a la creación de los municipios.             |
| 4   | Ley de Servicio Municipal                          | Decreto 1-87 del Congreso de la República de Guatemala. Regula las relaciones entra la municipalidad y los servidores públicos en materia laboral. Tiene su base constitucional en el artículo 262 de la constitución que ordena la emisión de la misma. |
| 5   | Ley General de Descentralización                   | Decreto 14-2002 del Congreso de la República de Guatemala. Regula el deber constitucional del Estado, y por ende del municipio, de promover y aplicar la descentralización y desconcentración económica y administrativa.                                |

El gobierno de los municipios está a cargo de un Concejo Municipal mientras que el código municipal —ley ordinaria que contiene disposiciones que se aplican a todos los municipios— establece que «el concejo municipal es el órgano colegiado superior de deliberación y de decisión de los asuntos municipales […] y tiene su sede en la circunscripción de la cabecera municipal»; el artículo 33 del mencionado código establece que «[le] corresponde con exclusividad al concejo municipal el ejercicio del gobierno del municipio».
El concejo municipal se integra con el alcalde, los síndicos y concejales, electos directamente por sufragio universal y secreto para un período de cuatro años, pudiendo ser reelectos.
Existen también las Alcaldías Auxiliares, los Comités Comunitarios de Desarrollo (COCODE), el Comité Municipal del Desarrollo (COMUDE), las asociaciones culturales y las comisiones de trabajo. Los alcaldes auxiliares son elegidos por las comunidades de acuerdo a sus principios y tradiciones, y se reúnen con el alcalde municipal el primer domingo de cada mes, mientras que los Comités Comunitarios de Desarrollo y el Comité Municipal de Desarrollo organizan y facilitan la participación de las comunidades priorizando necesidades y problemas.
Los alcaldes que ha habido en el municipio son:
- 2012-2016: Mario Domínguez[8]

## Historia
Los primeros pobladores fueron de raza quiché y llegaron al lugar ya que según las historias, vieron la imagen de San Mateo Apóstol en un árbol; los quichés construyeron una guardianía el 18 de octubre de 1700 con el nombre de «La Comiteca» con el objetivo de disminuir el progreso que tenían los mames, ya que vivían cerca de sus tierras.

### Tras la Independencia de Centroamérica
Cuando se establecieron los distritos para la impartición de justicia por medio de juicios de jurados en el Estado de Guatemala en 1825, San Mateo fue asignado al circuito de Quezaltenango en el distrito N.º10 (Quetzaltenango); junto a San Mateo estaban en ese distrito Quezaltenango, Santa María de Jesús, Olintepeque, Cantel, Almolonga y Zunil.
El poblado fue elevado a categoría de municipio el 6 de febrero de 1883.

### Demarcación política de Guatemala de 1902
En 1902, el gobierno del licenciado Manuel Estrada Cabrera publicó la Demarcación Política de la República, y en ella se describe a San Mateo de la siguiente forma: «su cabecera es el pueblo del mismo nombre, a 8 km de Quetzaltenango, tiene una extensión de 6 caballerías.  El clima es frío y las principales producciones, maíz, frijol, patatas y habas. Industria principal: Tejidos de algodón y seda.  Límites: al Norte, el río de Sigüilá; al Sur y Oriente, el Cerro de Siete Orejas; y al Occidente, el municipio de San Juan Ostuncalco».

## Economía
Se practican algunas actividades económicas básicas como la agricultura y la artesanía, pero también se realiza la fabricación de productos industriales. Existen muchos cultivos que los pobladores comercializan y venden, y también los productos artesanos son muy importantes en el municipio ya que sirven en el hogar.

### Agricultura
Entre los productos más cosechados están los granos básicos, frutas y verduras. Los cultivos más comunes son: maíz, papa, haba, manzana, durazno y  pera.

### Artesanía
Los productos más elaborados son los trajes típicos y los productos para el hogar. Las prendas de vestir son las más elaboradas ya que existen muchos pobladores indígenas en el municipio. Se realizan cortes típicos, güipiles, suéteres, pantalones y faldas.

### Industrialización
Se fabrican dos tipos de elementos industriales que son estufas industriales y planchas de cocina.